# 諏訪神社 (江戸川区)
諏訪神社（すわじんじゃ）は、東京都江戸川区平井にある神社。地名を冠して平井諏訪神社（ひらいすわじんじゃ）ともいう。

## 歴史
享保年間（1716年 - 1735年）に創建された。燈明寺の恵祐法印が、自分の故郷である信濃国の諏訪大社から分霊を勧請したものである。
1872年（明治5年）に村社に列格している。1933年（昭和8年）に旧下平井村の鎮守だった「四所神社」を合祀した。
現在の社殿は、1969年（昭和44年）に「明治百年」を記念して造営されたものである。
旧社殿の本殿は摂末社「稲荷神社」の社殿となり、拝殿は赤稲荷神社（松江1-1-7）の社殿となっている。
2009年（平成21年）に平井諏訪神社三百年祭が挙行された。

## 文化財
- 諏訪神社旧本殿 - 江戸川区登録有形文化財・建造物、昭和59年2月28日告示[5]
- 平井の富士塚 附・板絵着色富士講奉納図額一面 - 江戸川区登録有形民俗文化財・民俗資料、昭和59年2月28日告示[6]

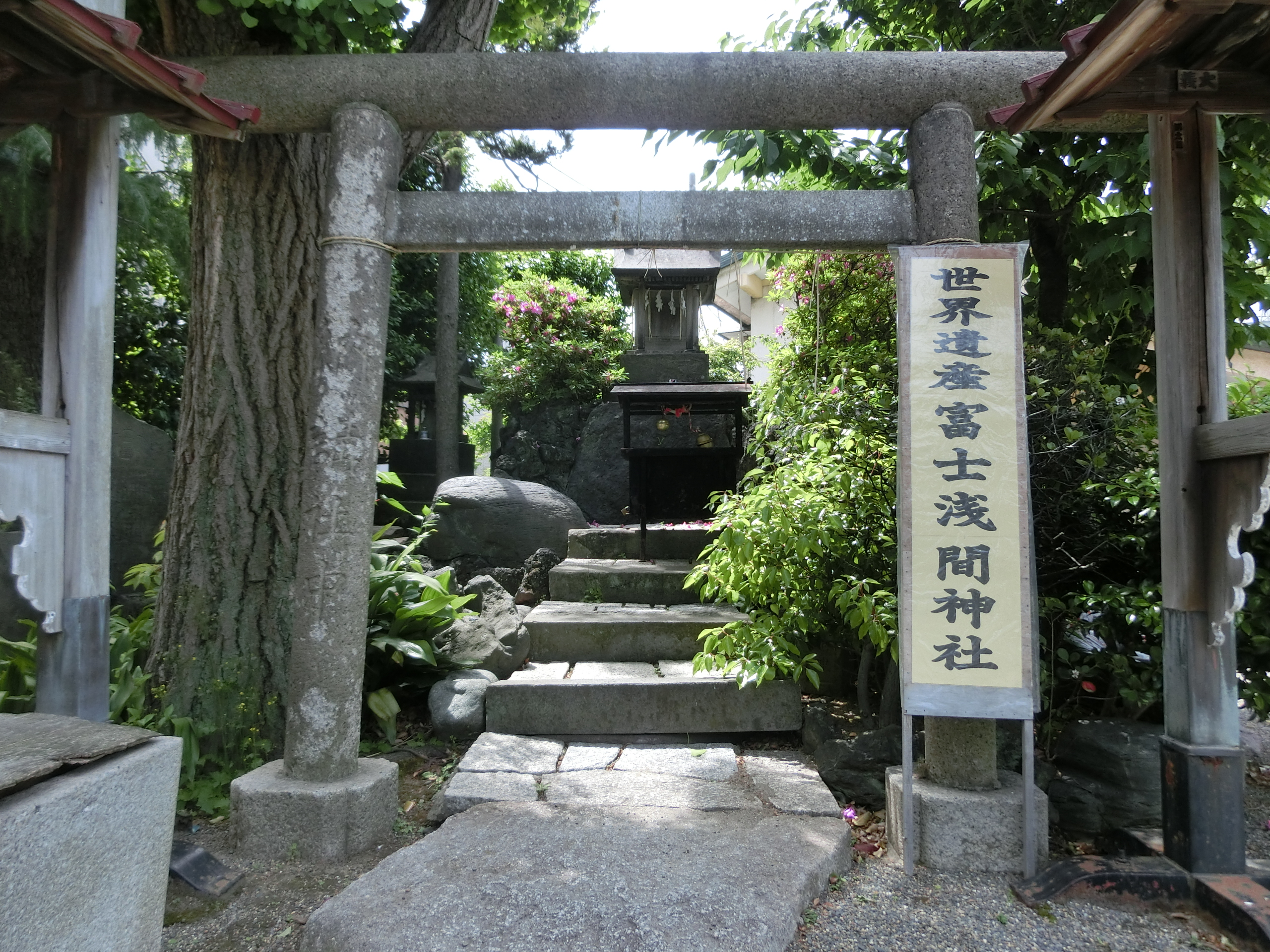
平井の富士塚

## 交通アクセス
- JR総武線 平井駅より徒歩5分（経路案内）。